# Campeonato Sul-Americano de Voleibol Feminino Sub-19

Campeonato Sul-Americano de Voleibol Feminino Sub-19 é um torneio organizado pela Confederação Sul-Americana de Voleibol a cada dois anos. A primeira edição aconteceu em 1978, na capital da Argentina, e teve como selecionado campeão o Peru.

## História
Assim como nas outras categorias, o Brasil é o maior campeão do torneio, com dezesseis ouros, tendo ficado de fora da disputa pelo ouro por uma única vez, até o momento. Além desse, mais dois países foram campeões, Peru com três títulos e Argentina com dois. Ademais, dentre as demais nações sul-americanas, apenas a Venezuela foi capaz de conquistar medalhas, 4 bronzes.
No ano de 2012 o Peru voltou a fazer história no voleibol feminino sul-americano. Após um jejum de 32 anos neste torneio, venceu em casa a seleção brasileira no tie-break, com um enorme apoio de sua torcida fanática e com destaque para Ángela Leyva, MVP da competição. Na edição seguinte o país não conseguiu manter o título, apresentando uma equipe de nível bem abaixo da anterior. As edições de 2014 e 2016 mantiveram a hegemonia brasileira frente às rivais peruanas e argentinas.
Apenas em 2018, o torneio mais uma vez viria a entrar para história. Após um jejum de 22 anos, as argentinas voltaram a ser campeãs, mas desta vez sobre as peruanas. A final inédita nesta categoria teve um marco histórico, pois foi a primeira vez que o Brasil ficou de fora de uma disputa de ouro em todos os torneios de categoria de base que participara, tanto feminino como masculino; as brasileiras conquistaram o primeiro bronze ao baterem as colombianas por sets corridos. A argentina Bianca Cugno, foi eleita a MVP da edição, repetindo feito obtido no Campeonato Sul-Americano de Voleibol Feminino Sub-17 de 2017.

## Quadro geral
| Ordem | País      | Medalha de ouro | Medalha de prata | Medalha de bronze | Total |
| ----- | --------- | --------------- | ---------------- | ----------------- | ----- |
| 1     | Brasil    | 17              | 5                | 1                 | 23    |
| 2     | Peru      | 3               | 9                | 8                 | 20    |
| 3     | Argentina | 3               | 9                | 9                 | 21    |
| 4     | Venezuela | 0               | 0                | 4                 | 4     |
| 5     | Chile     | 0               | 0                | 1                 | 1     |

## MVPpor edição
- 1978 - Desconhecido
- 1980 - Desconhecido
- 1982 - Desconhecido
- 1984 - Desconhecido
- 1986 - Desconhecido
- 1988 - Desconhecido
- 1990 - Desconhecido
- 1992 - Desconhecido
- 1994 - Desconhecido
- 1996 - Desconhecido
- 1998 - Desconhecido
- 2000 - Desconhecido
- 2002 -  Adenízia da Silva
- 2004 -  Natália Pereira
- 2006 -  Leticia Raimundi
- 2008 -  Sthéfanie Paulino
- 2010 -  Gabriela Guimarães
- 2012 -  Ángela Leyva
- 2014 -  Beatriz Carvalho
- 2016 -  Tainara Santos
- 2018 -  Bianca Cugno
- 2022 -  Milena Margaria
- 2024 -  Mikaela Hestmann